# Aeroportul Mulika Lodge
Aeroportul Mulika Lodge (IATA: JJM, ICAO: HKMK) este un aeroport din Hifadhi ya Taifa ya Meru⁠(d), Kenya ce deservește zona Meru.
Situat la o altitudine de 680 m, aeroportul dispune de o singură pistă.